# Judd Holdren
Judd Holdren est un acteur américain, né le 16 octobre 1915 à Villisca, dans l'Iowa, et décédé par suicide le 11 mars 1974 à Los Angeles, en Californie (États-Unis).

## Filmographie
- 1949 : Les Fous du roi (All the King's Men) : Politician
- 1949 : Coyote Canyon
- 1950 : Francis : First ambulance man
- 1950 : Vingt-quatre Heures chez les Martiens (Rocketship X-M) : Reporter #3
- 1950 : Frisco Tornado : Henchman
- 1951 : The Lady Pays Off : Third Face
- 1951 : Purple Heart Diary : Lt. McCormick
- 1951 : Captain Video: Master of the Stratosphere : Captain Video
- 1952 : Gold Fever : Jud Jerson
- 1952 : Lady in the Iron Mask : Aramis
- 1952 : Zombies of the Stratosphere (en) : Larry Martin
- 1953 : Commando Cody: Sky Marshal of the Universe (en) (série TV) : Commando Cody
- 1953 : The Lost Planet : Rex Barrow
- 1954 : This Is My Love : Doctor Raines
- 1957 : Spoilers of the Forest : Mr. Peyton
- 1957 : Jeanne Eagels : Elderly Lawyer
- 1958 : The Power of the Resurrection : Temple Officer
- 1958 : Space Master X-7 (en) d'Edward Bernds : First Officer Jared
- 1958 : Les Boucaniers (The Buccaneer)
- 1960 : Les Aventuriers (Ice Palace) de Vincent Sherman : Muriel's Escort
- 1960 : La Chute d'un caïd (The Rise and Fall of Legs Diamond) : Haberdashery Clerk
- 1963 : Ma femme est sans critique (Critic's Choice) de Don Weis : 2nd Opponent